# Kákovai meteorit
A kákovai meteoritot 1858. május 19-én találták a Krassó-Szörény vármegyei Kakowán, mai nevén Kákófalván.

## Története
1858 május 19. reggeli 8 óra tájban 4 kákovai juhpásztor: Csismasa György, Stanimir Tamás, Bardan Márton és Csinka Zsurzs a Ponville néven is nevezett Valya lui Mildin-ben tartózkodtak juhaiknál, mikor tompa dörgést és rögtön reá zúgást hallottak a levegőben és egy „füstfellegecskétől körözött fekete tárgyat” láttak földre esni nagy sebességgel. A nevezett tárgy a juhnyáj közelében esett le, és esés után rögtön egy „tarackdurrogáshoz hasonló dörgés hallatszott, melyet felemelkedő föllegecske követett”. A juhászok a fűben mintegy 3 hüvelykre [8 cm] a földbe befúródott kis tömeget vettek észre, mely körül a fű fel volt perzselve. Csinka Zsurzs, a pásztorok legidősebbike és a juhnyáj tulajdonosa a tömeget a helység elöljáróságának átszolgáltatta, honnan az oravicai kerületi hatósághoz került. A hatóság meggyőződött, hogy ezen tömeg vékony fekete kéreggel bevont meteorkő, melyből egy kis darab hiányzott. Az akkori Szerb Vajdaság és Temesi Bánság kormányzója, Johann Baptist Coronini-Cronberg gróf Bécsbe küldte Wilhelm Haidingerhez, a geológiai intézet részére. Haidinger azonban a császári-királyi ásványmúzeumba szállíttatta.
Az a pont, ahol a meteorkő leesett, a Kakováról Komornok felé vezető úttól jobbra 350 lépésnyire távolságra van.
Ugyanaz időben, azaz május 19-én reggeli 8 óra tájban nemcsak Kakova helységben, hanem Kis- és Nagytikvány, Gerőc, Majdán és Agadics helységekben is, előbb tompa dörgést, később zúgást hallottak.

## Leírása
A feljegyzések szerint a meteorkő 1 font 1 lat (580 g) nehézségű volt, fajsúlya 3,384, csak egy kis darabka töretett volt le belőle, Moritz Hörnes igazgató úr rajzot is készíttetett róla.
Legnagyobb hossza 3 3/4 hüvelyk (10 cm), két hüvelyknyi (5 cm) magasság mellett, az egész kő igen élesen szegletes alapalakú, kerekített ormokkal és csúcsokkal, fekete kevéssé fényes kéregtől egészen be van vonva, a felület mélyebb pontjain a kéreg durván hálózott, mintegy ráncos.
Legnevezetesebb tünemény a kakovai meteoritnél az, mi Friedrich Wöhlernek is feltűnt, hogy a kéregállomány behatol- a kő repedéseibe is. Egy repedés nevezetesen átfut a kő egész alsó részén a leghosszabb átszögellő irányában, ami a felületen is jól kivehető. Némely repedés a golyószerű zárványokon is áthalad.
Később a meteorkő ásványain végzett kémiai összetétel vizsgálatok alapján a kakovai kondritos meteoritot az L6 típusba sorolták be. Típusát tekintve tehát rokona a mócsi, a mikei, a kisvarsányi és az ófehértói kondritos meteoritoknak.
Földet ért tömege: 577 g volt.
Lelőhely: Grădinari (Kákófalva, Krassó-Szörény vármegye)